# Flötenensemble Syrinx
Das Flötenensemble Syrinx ist eine Gruppe junger Musiker der Staatlichen Musikakademie in Minsk, Belarus.

## Geschichte
Das Flötenensemble Syrinx wurde 1980 von Nina Awramenko, Professorin an der staatlichen Musikakademie Minsk, gegründet.
Am Anfang bestand es aus  Schülern des belarussischen staatlichen Konservatoriums, die außerhalb ihres Studiums viele Konzerte spielten.
Heute besteht Syrinx aus Studenten und Absolventen der belarussischen staatlichen Musikakademie Minsk. Die Mitglieder des heutigen Ensembles sind großteils Preisträger nationaler und internationaler Musikwettbewerbe und spielen, soweit sie das Musikkonservatorium abgeschlossen haben, als Profimusiker im staatlichen belarussischen Theater für Oper und Ballett, in der belarussischen Philharmonie sowie in anderen großen Orchestern von Belarus.

## Namensgebung
Der Name des Flötenensembles Syrinx ist auf eine Legende der griechischen Mythologie zurückzuführen. Diese erzählt folgendes:
Pan, der Gott der Hirten und ihrer Herden, verliebte sich einmal in die schöne Nymphe Syrinx. Um sich vor ihm zu retten, wandte sich die Nymphe an den Gott des Flusses. Dieser verwandelte sie in ein Schilfrohr. Der betrübte Pan schnitt das Schilfrohr ab und schnitzte sich eine Rohrflöte daraus. Die Töne dieser Flöte sind die ewige Sehnsucht Pans nach der verlorenen Liebe. Sie sind die Seele der Syrinx.

## Zusammenarbeit mit Heim-statt Tschernobyl
Von 2001 bis 2016 arbeitete das Ensemble mit dem wohltätigen deutschen Verein Heim-statt Tschernobyl zusammen und half, Gelder für den Bau von Häusern für Umsiedler aus den kontaminierten Regionen von Belarus zu sammeln. Einmal jährlich ging das Ensemble auf Deutschlandtournee und gab Benefizkonzerte in zehn verschiedenen Städten und Gemeinden in ganz Deutschland.

## Stimmen zum Ensemble
Das Ensemble ist einem Publikum aus vielen großen und kleinen belarussischen Städten bekannt. Außerdem trat es erfolgreich in Russland (Moskau, Sankt Petersburg), der Ukraine (Kiew, Charkiw, Odessa, Chmelnyzkyj), Litauen (Vilnius, Kaunas), Polen, Luxemburg, Frankreich und Deutschland auf.
- Zeitschrift Kunst, Nr. 12, Jahr 2000:

„[…] die Einigkeit der Farben, des Timbres und die technische Meisterhaftigkeit, das sind die besonderen Merkmale des Flötenensembles Syrinx. Ihr Spiel unterscheidet sich durch die höchste Stufe der Synchronität, geschliffenen Striche, den Fluss der Stimmführung […]“

- Lokalanzeiger Siegen, 2008:

„Das Querflötenensemble Syrinx begeister seit vielen Jahren die Menschen im Heimatland Weißrussland und in Deutschland. Die Konzerte der jungen Berufsmusiker sind immer ein Garant für atemberaubende und unvergessliche Klangerlebnisse.“

- Neue Westfälische Tageszeitung, 2. November 2009:

„[…] Mit einer großen Auswahl unterschiedlicher Querflöten machten die Musiker unter anderem Werke von Bach, Vivaldi, Händel und Strauß zu einem hochkarätigen Musikerlebnis. Alle Musikbeiträge wurden eigens für das Flötenensemble arrangiert, denn Original-Kompositionen großer Meister für reine Flötengruppen gibt es kaum. Virtuos, synchron und mit meisterhafter Präzision entlockten die Flötisten ihren Instrumenten die Töne und die Klangfarben begeisterten das Publikum ebenso wie das homogene Zusammenspiel. […]“

- Schwäbische Post, 10. November 2009:

„[…]Virtuoser Höhepunkt der Darbietungen war die „Tarantella“ russischer Prägung von Vladimir Tsybin, dem Begründer der russischen Flötenschule. Hochvirtuoses Unisono-Spiel, ein Prüfstein für die einzelne Flöte und das Ensemble! Die Tonketten perlten wie gestochen bei rasendem Tempo, dem jegliche Unsicherheit fern schien. Das abschließende Strauß’sche „Perpetuum Mobile“ unterstrich nochmals, in welch beängstigendem Tempo bei in jeder Beziehung höchster Präzision mit ausgereifter Anblasetechnik das Ensemble zu musizieren versteht. […]“

- Gäubote, 31. Oktober 2011:

„[…]Mit einem Satz aus Bachs Kirchenkantate "Selig ist der Mann" BWV 57, eröffneten sie das Konzert. Mit vollem, rundem Klang und der nötigen Ruhe interpretierten sie die für sechs Querflöten und Klavier umgeschriebene Arie. Schon hier war zu beobachten, dass die Instrumentalisten die Musik fühlen. Egal welche Art von Musik es war - ein Tango des Argentiniers Astor Piazolla, einem viel beklatschten Opernsatz des französischen Flötisten und Komponisten Jules Demersseman, ein Adagio des Italieners Tomaso Albinoni - die weißrussischen Künstler waren immer mit Leib und Seele dabei. […]“

## Repertoire (Auszug)

Syrinx live in Darmsheim (Deutschland) 2008

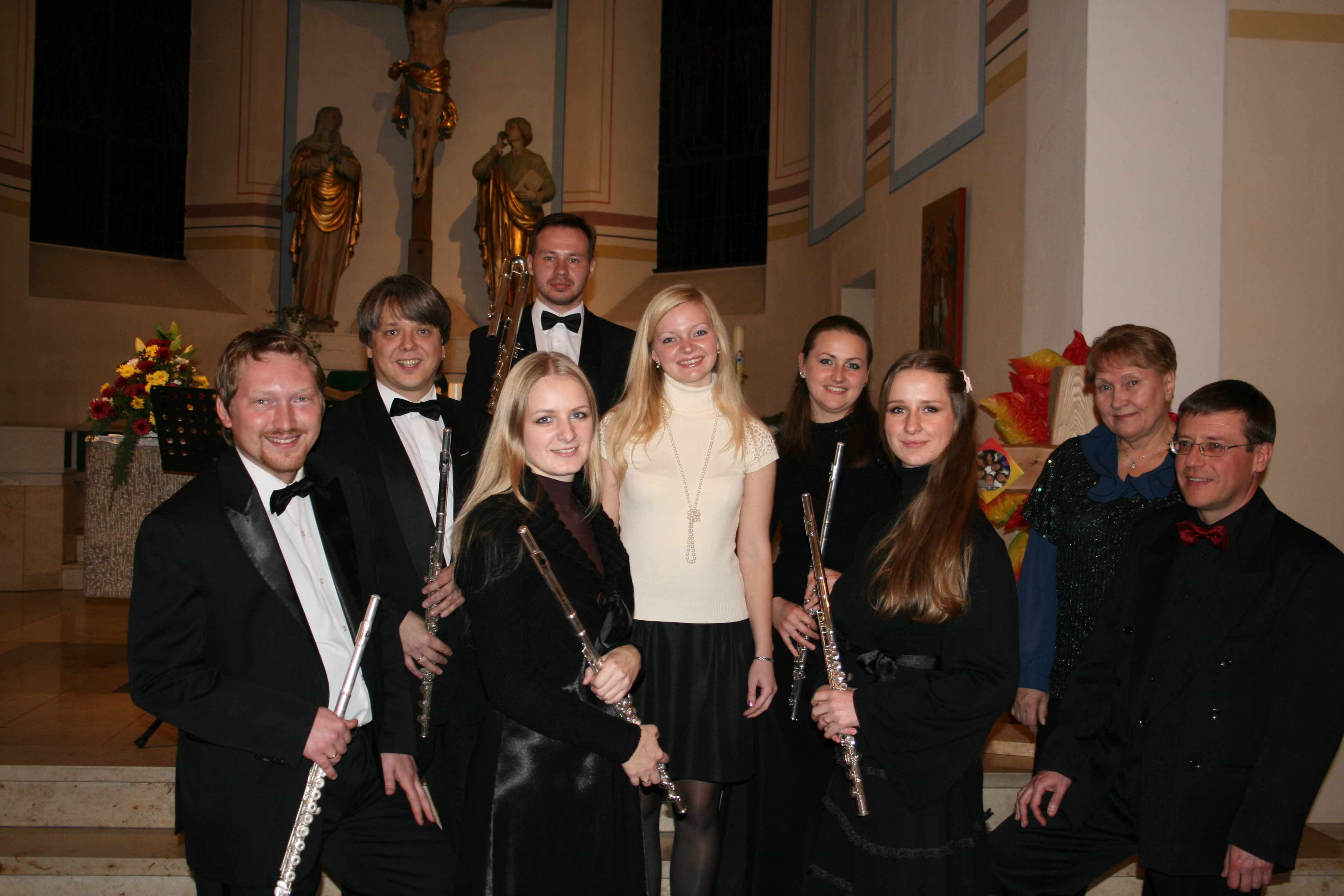
Syrinx Deutschlandtournee 2010

Neben eigenen Stücken hat das Ensemble zahlreiche Werke namhafter Komponisten in seinem Repertoire. Sämtliche Stücke wurden von Larissa Lasotzkaja und Vadim Sidarov für Klavier und Querflöten umgeschrieben.
Repertoireauszug:
- Zequinha de Abreu
  - Tico-Tico no Fubá
- Johann Sebastian Bach
  - Arie aus der Kantate BWV 208 - Was mir behagt, ist nur die muntre Jagd (Jagdkantate)
  - Arie Nr. 3, Kantate für den 2. Weihnachtstag (aus dem Weihnachtsoratorium)
- Felix Mendelssohn Bartholdy
  - Ein Sommernachtstraum
- Georges Bizet
  - Farandole
- Max Bruch
  - Doppelkonzert (Op. 88)
- Aram Chatschaturjan
  - Adagio aus dem Ballett Spartakus
- Claude Debussy
  - Syrinx
- Franz Doppler
  - Concerto en re mineur
  - Andante und Rondo (Op. 25)
- Edward Elgar
  - Chanson de Matin
- Remo Giazotto (zugeschrieben Tomaso Albinoni)
  - Adagio g-Moll
- Edvard Grieg
  - Morgenstimmung (aus Peer-Gynt-Suite)
- Georg Friedrich Händel
  - Die Ankunft der Königin von Saba (aus Solomon)
- Franz Lehár
  - Walzer
- Benedetto Marcello
  - Scherzando
- Wolfgang Amadeus Mozart
  - Die Zauberflöte (Overture)
- Astor Piazzolla
  - Summit
  - Tango
- Wilhelm Popp
  - Polka de Bravoure
- Johann Strauß
  - An der schönen blauen Donau
  - Geschichten aus dem Wienerwald
  - Perpetuum Mobile
  - Polka-Pizzicato
- Igor Strawinski
  - L’Oiseau de feu „Scherzo“ Jeu de Princesses avec le pommes D’or
- Franz Schubert
  - Serenade
- Peter Tschaikowsky
  - Der Nussknacker - Miniature Overture -
- Vladimir Tsybin
  - Tarantella
- Giuseppe Verdi
  - Danza Sacra Delle Sacerdotesse, Ballabile (aus Aida)
- Henri Vieuxtemps
  - Rondino (Op. 32, Nr. 2)
- Antonio Vivaldi
  - Die vier Jahreszeiten - Frühling: Allegro

## Diskografie
- Green Album (2001), aufgenommen an der Musikakademie Minsk
- Die Seele von Syrinx (2002), aufgenommen in Minsk
- Wie schön diese Welt ist! (2003), aufgenommen an der Musikakademie Minsk
- Live in Minsk (2004), Live-Konzert in der St. Roch Kirche
- Bravo, bravissimo… (2005), Live-Konzert in Minsk
- Die Zauberflöten (2006), aufgenommen in Minsk
- Souvenirs (2008), Live-Konzert in Minsk
- Perpetuum Mobile (2009), aufgenommen in Minsk
- Das Konzert (2010), Live in Minsk

## Auszeichnungen
- Preisträger des internationalen Wettbewerbes für Kammermusikspiel in Chmelnyzkyj.